# Polypodium plesiosorum group
Polypodium plesiosorum group là một loài thực vật có mạch trong họ Polypodiaceae. Loài này được miêu tả khoa học đầu tiên.